# 陈忠华
陈忠华，华中科技大学教授，研究方向为脑死亡、器官捐献、移植免疫、器官移植。中华人民共和国教育部第二批“长江学者”特聘教授。1974.9起本科就读于同济医科大学医学系，后获得医学博士学位。1989.4 ~ 1996.4，就读于英国剑桥大学 ，获哲学博士学位，曾任华中科技大学同济医学院器官移植研究所所长。